# Aeropuerto Internacional Terrance B. Lettsome
El Aeropuerto Internacional Terrance B. Lettsome  (en inglés: Terrance B. Lettsome International Airport) (IATA: EIS, ICAO: TUPJ) anteriormente conocido como el Aeropuerto de la Isla Beef, es el aeropuerto principal que sirve las Islas Vírgenes Británicas, un territorio británico de ultramar en el Mar Caribe. El aeropuerto sirve como puerta de entrada a casi todas las islas dentro de las Islas Vírgenes Británicas. Muchos viajeros vuelan a la isla Beef, con la intención de tomar un ferry a las otras pequeñas Islas Vírgenes británicas. El aeropuerto está situado en la isla Beef, frente a la isla principal de Tórtola, a la que está conectada por el puente de Isabel II del Reino Unido (Queen Elizabeth II Bridge).
El aeropuerto Terrance B. Lettsome sufrió una importante renovación de $ 55 millones en el año 2004. Después de completar el dragado de la pista esta fue ampliada para permitir que aviones más grandes operaran en sus instalaciones.